# Женская сборная Пуэрто-Рико по баскетболу 3×3
Женская сборная Пуэрто-Рико по баскетболу 3×3 представляет Пуэрто-Рико на международных соревнованиях по баскетболу 3×3. Управляющим органом является Федерация баскетбола Пуэрто-Рико.
По состоянию на 17 сентября 2024, женская сборная Пуэрто-Рико по баскетболу 3×3 занимает 18-е место в мировом рейтинге ФИБА женских сборных по баскетболу 3×3.

## Результаты выступлений
| Турнир                           | Золото | Серебро | Бронза | Всего |
| -------------------------------- | ------ | ------- | ------ | ----- |
| Чемпионат Америки (3×3 AmeriCup) | —      | —       | —      | —     |
| Панамериканские игры             | —      | —       | —      | —     |
| Итого                            | —      | —       | —      | —     |

### Чемпионат Америки по баскетболу 3×3 (AmeriCup)
| Год           | Место | Игры | Победы | Поражения | Состав команды                                                                |
| ------------- | ----- | ---- | ------ | --------- | ----------------------------------------------------------------------------- |
| Майами 2021   | 4     | 5    | 2      | 3         | Natacha Alequin, Mari Placido, Ashley Torres, Annelisse Vargas                |
| Майами 2022   | 7     | 3    | 1      | 2         | Brianna Chantelle Claire Jones, Mari Placido, Ashley Torres, Annelisse Vargas |
| Сан-Хуан 2023 | 5     | 3    | 2      | 1         | Tayra Veronica Melendez, Mari Placido, Ashley Torres, Annelisse Vargas        |

### Панамериканские игры
| Год           | Место          | Игры           | Победы         | Поражения      | Состав команды                                                  |
| ------------- | -------------- | -------------- | -------------- | -------------- | --------------------------------------------------------------- |
| 2019          | не участвовали | не участвовали | не участвовали | не участвовали | не участвовали                                                  |
| Сантьяго 2023 | 4              | 5              | 3              | 2              | Paola Maldonado, Marie Plácido, Ashley Torres, Annelisse Vargas |